# Kultusministerkonferenz

Logo der KMK

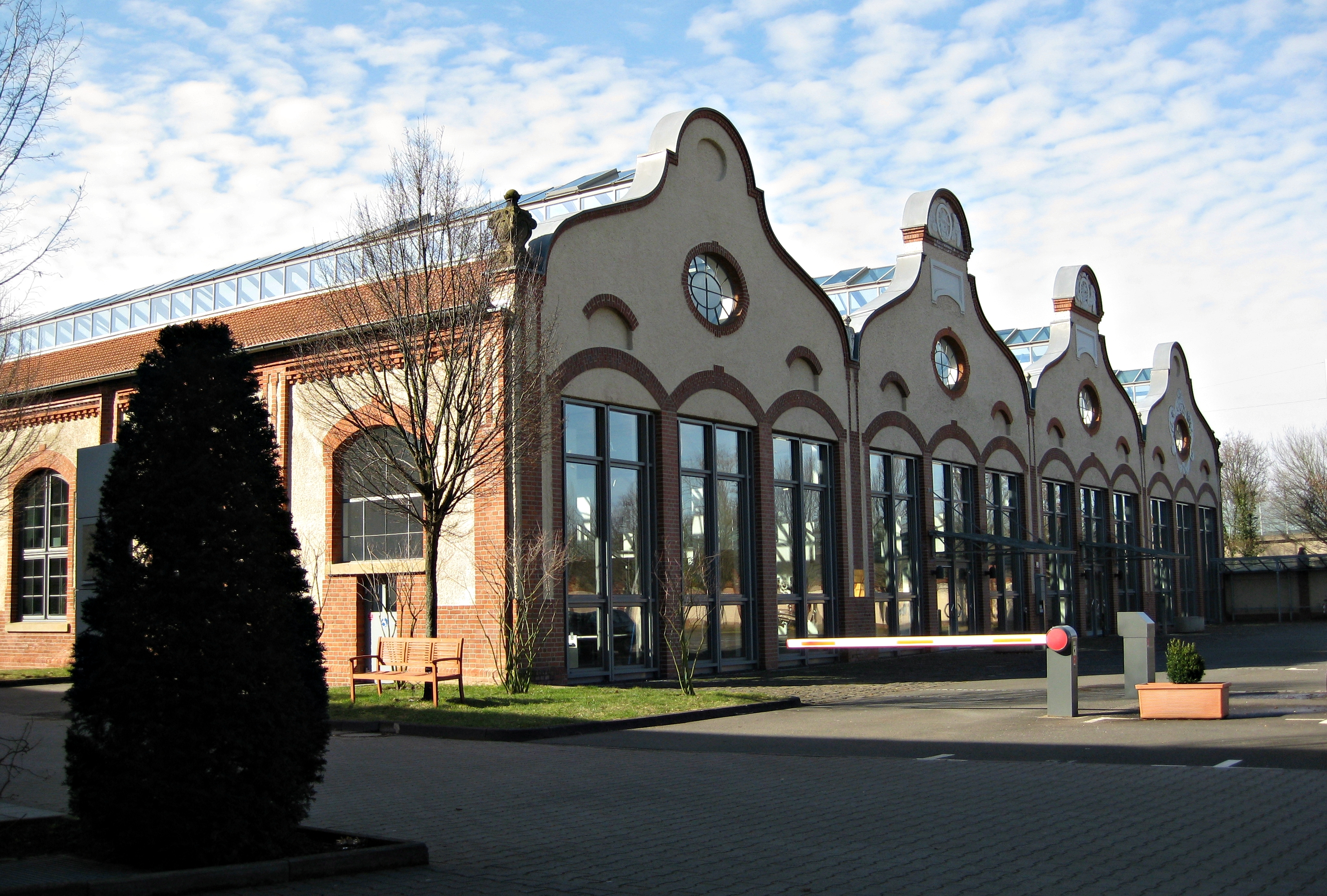
Das ehemalige Straßenbahndepot Bonn, seit 2010 Sitz der KMK in Bonn (2015)

Die Ständige Konferenz der Kultusminister der Länder in der Bundesrepublik Deutschland (Kurzform: Kultusministerkonferenz, Abk. KMK) ist ein freiwilliger Zusammenschluss der für Bildung, Forschung sowie kulturelle Angelegenheiten zuständigen Minister bzw. Senatoren der Länder. Als freiwilliges Koordinationsgremium der Länder hat sie keine unmittelbare Rechtssetzungsbefugnis, ihre Entscheidungen sind daher nicht unmittelbar bindend, sondern müssen von dem jeweiligen Land als landesrechtliche Rechtsvorschriften erlassen werden. Der jährlich wechselnde Präsident wird als oberste öffentliche Stimme zumindest der Schulbildung wahrgenommen und setzt in der Regel selbst gewählte bildungspolitische Akzente. Dagegen hat die Leitung im Bundesministerium für Bildung, Familie, Senioren, Frauen und Jugend auf den Schulbereich nur geringen Einfluss und kann lediglich über eng definierte Finanzzuwendungen wie für schulische Ausstattungen über den Digitalpakt aktiv werden.

## Kompetenz und Aufgaben
Nach dem Grundgesetz sind dem Bund (fast) keine Gesetzgebungs- oder Verwaltungszuständigkeiten im Bereich des Bildungswesens (Schule und Hochschule) und der Kultur übertragen, sodass diese in der Zuständigkeit der Länder (Kulturhoheit) liegen. Die Kultusministerkonferenz behandelt nach ihrer Geschäftsordnung „Angelegenheiten der Bildungspolitik, der Hochschul- und Forschungspolitik sowie der Kulturpolitik von überregionaler Bedeutung mit dem Ziel einer gemeinsamen Meinungs- und Willensbildung und der Vertretung gemeinsamer Anliegen“. Da die Länder als Inhaber originärer Staatlichkeit ihre Zusammenarbeit untereinander regeln können, wie sie es festlegen, kommt die KMK wie alle Ministerkonferenzen der Länder im Grundgesetz nicht vor. 
Wichtige Beschlüsse betreffen zum Beispiel die gegenseitige Anerkennung der Schulabschlüsse und der Lehramtsstudien, den Lehreraustausch unter den Ländern, die Regelungen der gymnasialen Oberstufe und anderer Schulstufenformen, der Einheitlichen Prüfungsanforderungen in der Abiturprüfung (EPA), der gemeinsamen Bildungsstandards oder die Rechtsstellung des Schülers in der Schule. Weitere ländergemeinsame Aufgaben der KMK liegen in der Verantwortung für die Deutschen Auslandsschulen (Bund-Länder-Ausschuss), für das International Baccalaureate, für die Anerkennung ausländischer Schulabschlüsse vor der Studienaufnahme an deutschen Hochschulen, für die Bildungsinitiativen des Europarats, der Europäischen Kommission (primär zu Berufsbildung, Fremdsprachen, Politische Bildung) und anderer Organisationen mit Bildungszielen.
Der Jahresetat der KMK beträgt zurzeit 60 Millionen Euro. Die Konstituierende Sitzung fand am 19./20. Februar 1948 statt.

## Organisation
Organe der KMK sind das Plenum, in dem sich die Minister viermal jährlich treffen, das Präsidium sowie der Präsident oder die Präsidentin. Präsidentin war 2024 die Bildungsministerin des Saarlandes, Christine Streichert-Clivot, 2025 übernimmt Simone Oldenburg, die Landesministerin für Bildung und Kindertagesförderung von Mecklenburg-Vorpommern, die Präsidentschaft. Der Länderturnus ist langfristig festgelegt, es gibt keine „echte“ Wahl. Die Planung der Präsidentschaften reicht bis ins Jahr 2044. Die Plenartagungen werden von den Amtschefs der Ministerien (Vertreter der Minister, meist Staatssekretäre) in sogenannten Amtschefskonferenzen vorbereitet. Vorarbeiten für die Entscheidungen von Plenum und Amtschefskonferenzen leisten die drei ständigen Hauptausschüsse (Schulausschuss, Hochschulausschuss, Kulturausschuss) mit ihren 16 Unterausschüssen und Arbeitsgruppen sowie die für die Behandlung einzelner wichtiger Bereiche eingesetzten Kommissionen. Es gibt fünf ständige Kommissionen (Amtschefskommission „Qualitätssicherung in Schulen“, Amtschefskommission „Qualitätssicherung in Hochschulen“, Kommission für europäische und internationale Angelegenheiten, Kommission für Statistik, Kommission „Sport“). Außerdem können die Ausschüsse und Kommissionen anlass- oder projektbezogene Arbeitsgruppen oder Beauftragte sowie Berichterstatter ernennen.
In den meisten Bundesländern sind die (Schul-)Bildung und die Wissenschaft unterschiedlichen Ministerien zugeordnet, anders als noch bis in die 1990er Jahre, daher wird seit November 2024 eine eigenständige Wissenschaftsministerkonferenz (Wissenschafts-MK) gebildet. Mit dem Bund bilden die Wissenschaftsminister die Gemeinsame Wissenschaftskonferenz (GWK), die im Grundgesetzartikel 91b verankert ist.
Auch der Aufgabenbereich Kulturpolitik wird in einigen Ländern von eigenen Ministerien betreut, z. B. in Berlin oder Hamburg. Seit dem 1. Januar 2019 bilden die für Kulturpolitik zuständigen Minister und Senatoren eine eigene Kulturminister-Konferenz (Kultur-MK) unter dem Dach der KMK. Sie tritt zweimal im Jahr zu einer Frühjahrs- und einer Herbstsitzung zusammen. Ihre Beschlüsse gelten gemäß Geschäftsordnung grundsätzlich als KMK-Beschlüsse, ressortübergreifende Fragestellungen werden jedoch erst nach Beschluss des KMK-Gesamtplenums wirksam.
Zur Erledigung der laufenden Geschäfte, insbesondere die Vorbereitung der Plenar- und Ausschusssitzungen sowie die Auswertung und Durchführung der Beschlüsse, unterhält die KMK ein Sekretariat mit Standorten in Bonn und Berlin, das der Generalsekretär leitet. Tätigkeit und Finanzierung des Sekretariats beruhen auf einem Abkommen der Bundesländer aus dem Jahre 1959, dem die neuen Länder 1991 beigetreten sind. Laut § 1 dieses Abkommens ist das Sekretariat eine Dienststelle des Landes Berlin und untersteht formal der Dienstaufsicht des für Bildung zuständigen Senators. Die Finanzierung erfolgt anteilig durch alle Bundesländer. Nach einem Beschluss der Ministerpräsidentenkonferenz aus dem Jahr 2007 sind ca. zwei Drittel der rund 200 Beschäftigten dauerhaft in Bonn eingesetzt, ein Drittel am Berliner Standort. Das Sekretariat gliedert sich in Abteilungen für allgemeine Dienste, Schulen, Hochschulen, Forschung und Kunst, Qualitätssicherung, Internationales und Statistik; angegliedert sind außerdem der Pädagogische Austauschdienst und die Zentralstelle für ausländisches Bildungswesen (nicht zu verwechseln mit der beim Bundesverwaltungsamt angesiedelten Zentralstelle für das Auslandsschulwesen!). Der Bund-Länder-Ausschuss für schulische Arbeit im Ausland koordiniert die Zusammenarbeit zwischen der KMK und dem Auswärtigen Amt.
Im Jahr 2014 wurde im Gesetz über das Sekretariat der Ständigen Konferenz der Kultusminister der Länder in der Bundesrepublik Deutschland (KMK-Sekretariats-Gesetz) der Behördenstatus (als Landesbehörde des Landes Berlin, nicht als Bundesbehörde) festgeschrieben.
Im Jahr 2021 setzte die KMK mit der Ständigen Wissenschaftlichen Kommission ein mit 16 Bildungsforschern besetztes wissenschaftliches Beratungsgremium ein.

### Generalsekretäre seit 1955
- 1955–1975: Kurt Frey
- 1976–1998: Joachim Schulz-Hardt
- 1998–2011: Erich Thies
- seit 2011: Udo Michallik[23][24][25]

## Dienstleistungen
Das Sekretariat der Kultusministerkonferenz erbringt eine Reihe von weiteren Dienstleistungen neben der Unterstützung der Gremienarbeit. So ist der Pädagogische Austauschdienst für den Austausch von Schülern und Lehrkräften zwischen Deutschland und anderen Staaten zuständig. Die Zentralstelle für ausländisches Bildungswesen (ZAB) ist die nationale Gutachter- und Informationsstelle für die Bewertung ausländischer Qualifikationen in Deutschland. Hierzu gehören schulische und berufliche sowie Hochschulqualifikationen. Die ZAB betreibt das Informationsportal zur Anerkennung ausländischer Bildungsabschlüsse (Anabin).
Das Referat „Berufliche Bildung“ koordiniert das KMK-Fremdssprachenzertifikat, das Referat „Auslandsschulwesen“ koordiniert länderseitig u. a. das Deutsche Sprachdiplom der Kultusministerkonferenz.

## Wichtige Beschlüsse
- Düsseldorfer Abkommen (1955)
- Hamburger Abkommen (1964)
- Reformierte Oberstufe (1972)
- Reform der deutschen Rechtschreibung von 1996
- Konstanzer Beschluss (1997)
- Amtssprachen innerhalb Deutschlands
- Vereinbarung über die gemeinsame Grundstruktur des Schulwesens in zentralen bildungspolitischen Fragen (2020)

## Kritik und Diskussionen
Die Rechtschreibreform und die Debatte um eine notwendige Bildungsreform in der Folge des schlechten Abschneidens deutscher Schüler in der PISA-Studie brachte in den letzten Jahren die Kultusministerkonferenz verstärkt ins öffentliche Bewusstsein. Da für deren Beschlüsse Einstimmigkeit erforderlich war, wurde sie von Kritikern als behäbig und unflexibel angesehen.
Zu den vehementesten Kritikern der Kultusministerkonferenz gehörte der frühere Bundeskanzler Helmut Schmidt. In seiner Bilanz als Politiker „Außer Dienst“ (2008) befand er, dass sich die Kultusministerkonferenz „einen eigenen behördlichen Unterbau im Umfang eines mittleren Bundesministeriums geschaffen und sich ganz erhebliche Kompetenzen angeeignet“ habe. Dabei sei diese Behörde „weder im Grundgesetz vorgesehen, noch wird sie von einem Parlament kontrolliert. Ihre Leistungsfähigkeit ist am besten an dem Rechtschreibungswirrwarr zu erkennen, den sie zum allgemeinen Ärger angerichtet hat. Trotzdem haben sich die Regierungschefs der Länder bisher nicht zur Abschaffung dieser dicht am Rande der Legalität funktionierenden Behörde entschließen mögen. Es handelt sich – nebenbei gesagt – um ein Paradebeispiel für die allgemeine Lebenserfahrung, nach der eine einmal geschaffene Bürokratie die Tendenz verfolgt, ihre Kompetenzen nach Möglichkeit auszuweiten, jedenfalls aber ihre Existenz zu perpetuieren“.
Ende September 2004 kündigte Niedersachsens damaliger Ministerpräsident Christian Wulff (CDU) in einem Zeitungsinterview an, die Verwaltungsvereinbarung über das Sekretariat der Kultusministerkonferenz zu kündigen. Aufgrund eines von der Kultusministerkonferenz vorgelegten Reformpapiers hat die Ministerpräsidentenkonferenz am 15. und 16. Dezember 2004 dann allerdings einvernehmlich beschlossen, das Sekretariat über den 31. Dezember 2005 hinaus mit einem um 20 Prozent reduzierten Personalbestand fortzuführen. Die Kündigung Niedersachsens war damit aufgehoben.
Am 20. Oktober 2006 erhielt die Kultusministerkonferenz den Negativpreis Big Brother Award verliehen für das Vorhaben, für Schüler und Lehrer länderübergreifend schulstatistische Daten zentral zusammenzufassen und personenbezogen zu erheben, ohne die individuellen Bildungsdaten an feste Zwecke zu binden und vor Missbrauch und unberechtigtem Zugriff zu schützen.
In der Kritik steht die Kultusministerkonferenz auch wegen ihrer mangelnden Handlungsfähigkeit und Organisation, der unzureichenden Koordination zwischen Bund und Ländern sowie der fehlenden politischen und administrativen Struktur, die notwendig wäre, um die Bildungslandschaft in Deutschland effektiv zu reformieren.
Seit einiger Zeit häufen sich Beschwerden über die Zentralstelle für ausländisches Bildungswesen im Zusammenhang mit der Bewertung von Hochschulabschlüssen von ukrainischen Staatsangehörigen. Für jüngere Abschlüsse, die in der Ukraine an (nachweislich staatlich anerkannten) Privathochschulen und -universitäten erlangt worden sind, wird mit der Begründung einer fehlenden Akkreditierung keine Zeugnisbewertung ausgestellt. Dies betrifft eine Vielzahl an Abschlüssen, da aufgrund von Änderungen im ukrainischen Bildungssystem sowohl staatliche als auch private Hochschulen seit dem Jahr 2014 nicht mehr akkreditiert werden, sondern die Akkreditierung ausschließlich auf Studiengangsebene erfolgt. Es ergibt sich somit eine „Bewertungslücke“ von rund 10 Jahren, was insbesondere zu Zeiten des Ukraine-Krieges für die Arbeitsplatzsuche in Deutschland eine Brisanz mit sich bringt. Gemäß Gebührenordnung werden zudem selbst bei einer Ablehnung bis zu 50 Prozent der Gebühr einbehalten.